# Hélécine
Hélécine (valonsky: Élessene; nizozemsky: Heylissem/Heilissem) je valonská obec v belgické provincii Valonský Brabant. V Hélécine žije přibližně 3 500 obyvatel. Celková rozloha obce je 16,6 km².
Obec se skládá z následujících částí: Linsmeau, Neerheylissem a Opheylissem.

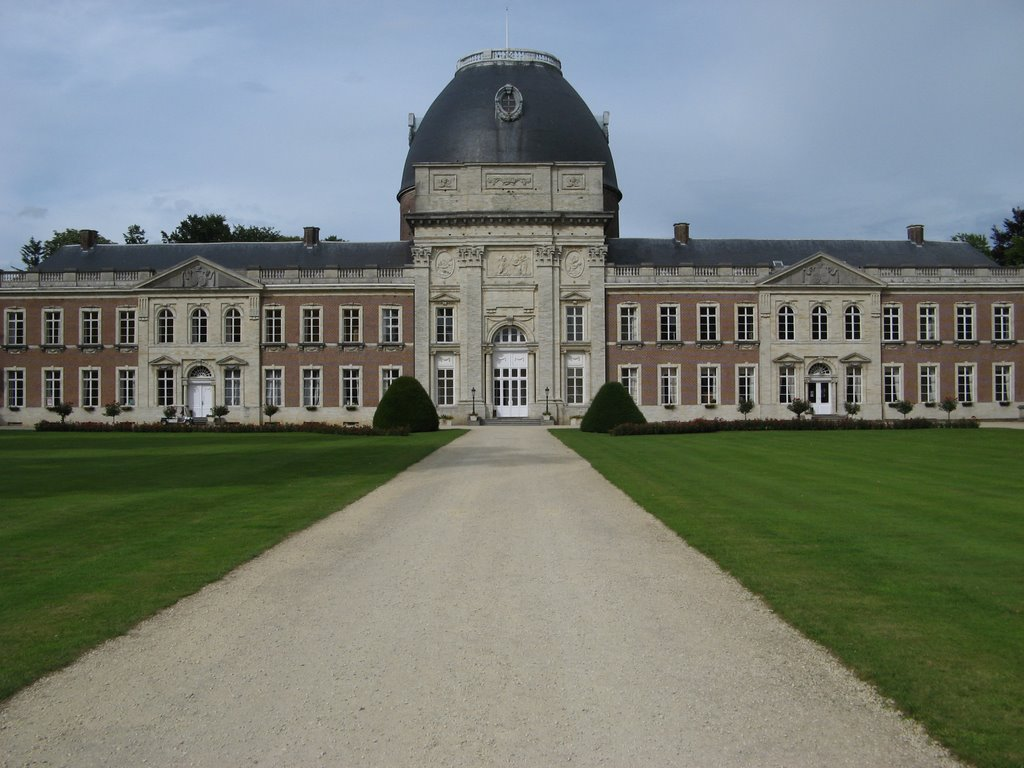
Opheylissemský zámek, dříve premonstrátské opatství